# Fodinoidea celsicola
Fodinoidea celsicola är en fjärilsart som beskrevs av De Toulgoët 1984. Fodinoidea celsicola ingår i släktet Fodinoidea och familjen björnspinnare. Inga underarter finns listade i Catalogue of Life.